# 太空飛鼠
太空飛鼠（英語：Mighty Mouse）是美國電影動畫短片，劇集，卡通及漫畫作品。以電影短片為首度亮相方式的該作品，首創於1942年，創造人為保羅特里工作室。在角色設定上，太空飛鼠主角是隻擁有超能力的老鼠，並時常「扶弱鋤強」。
創作初始，太空飛鼠穿著皆以知名漫畫超人為模仿對象，如：藍色服裝，紅色斗篷及「S」胸前英文標誌，但隨著劇集演進，漸漸發展成不同服裝。例如藍色服裝變成了黃色服裝，「S」胸前標誌被取消，而只維持了原本設定的紅色斗篷。
漫畫時代的太空飛鼠，雖未大紅大紫，但首創的漫畫透視手法及超能力老鼠劇情，仍吸引一定閱讀者目光。直至1955年，美國CBS公司買下太空飛鼠版權並隨即推出太空飛鼠電視影集後，終於成為美國暢銷卡通影集。1955年－1967年，該劇集佔據了每星期六早上的兒童黃金時段，而該影集直到1980年代末期仍繼續推出新劇情影集，取名為「新太空飛鼠」。
除了美國之外，許多歐亞國家也輸入該影集。例如1970年代的南越，台灣等。例如在台灣，太空飛鼠於1964年－1975年於台灣電視公司播出，造成一定轟動。除了有漫畫畫家抄襲模仿主角，推出同名漫畫外，許多文具店亦同時以「太空飛鼠」為店名來號召。